# さいたま市消防局
さいたま市消防局（さいたまししょうぼうきょく、Saitama City Fire Bureau）は、埼玉県さいたま市の消防部局（消防本部）。消防本部・指令センターは浦和区の浦和消防署に置かれる。

## 沿革

### 旧浦和市
- 1943年4月 - 浦和市役所内（仲町の旧庁舎）に常備消防部が設置。
- 1948年4月 - 浦和市消防本部・浦和市消防署を設置する。
- 1956年7月 - 救急業務を開始する。
- 1957年4月 - 消防本部・消防署庁舎を新築し移転する（現在地の南側、セントラルガーデンの場所）。
- 1968年10月 - 消防本部に課制を導入する。
- 1969年8月 - 南浦和出張所（現：南消防署）を設置する。
- 1972年6月 - 西部出張所（現：桜消防署）を設置する。
- 1974年6月 - 東出張所（現：緑消防署）を設置する。
- 1976年1月 - 消防署を中央消防署・東消防署・西消防署の3署体制とする。
- 1976年6月 - 新しい浦和市役所庁舎建設のため北側の現在地に移転。
- 1990年11月 - 消防本部・中央消防署（現：消防局・浦和消防署）庁舎が落成する。
- 1995年1月 - 阪神・淡路大震災に応援出場。

### 旧大宮市
- 1948年4月 - 大宮市消防本部・大宮市消防署を設置する。
- 1962年1月 - 救急業務を開始する。
- 1968年8月 - 消防本部庁舎が落成する。
- 1971年7月 - 消防本部に課制を導入する。
- 1987年10月 - 指扇分署（現：西消防署）を設置する。
- 1990年4月 - 消防署を東消防署・西消防署（現：大宮消防署大成出張所）の2署体制とする。消防本部を新設の東消防署（現：大宮消防署）庁舎に移転する。
- 1993年2月 - 東消防署宮原分署（現：北消防署）を設置する。
- 1996年2月 - 東消防署春野分署（現：見沼消防署春野出張所）を設置する[1]。
- 1998年4月 - 消防署を東消防署・西消防署・北消防署の3署体制とする。

### 旧与野市
- 1965年4月 - 与野市消防本部・与野市消防署を設置する。
- 1965年7月 - 救急業務を開始する。消防本部・消防署（現：中央消防署）庁舎が落成する。

### 旧岩槻市
- 1963年10月 - 岩槻市消防本部・岩槻市消防署を設置する。
- 1972年7月 - 消防本部・消防署（現：岩槻消防署）庁舎が落成する。

### さいたま市
- 2001年5月1日 - 浦和市・大宮市・与野市の新設合併により、さいたま市が発足。さいたま市消防本部を設置し、9課7消防署14出張所体制で発足する。
  - 合併に伴い、消防署所は下記のとおり改称する。
    - 浦和市消防本部→さいたま市消防本部
    - 浦和市中央消防署→さいたま市浦和中央消防署
    - 浦和市東消防署→さいたま市浦和東消防署
    - 浦和市西消防署→さいたま市浦和西消防署
    - 大宮市東消防署→さいたま市大宮東消防署
    - 大宮市西消防署→さいたま市大宮西消防署
    - 大宮市北消防署→さいたま市大宮北消防署
    - 与野市消防署→さいたま市与野消防署

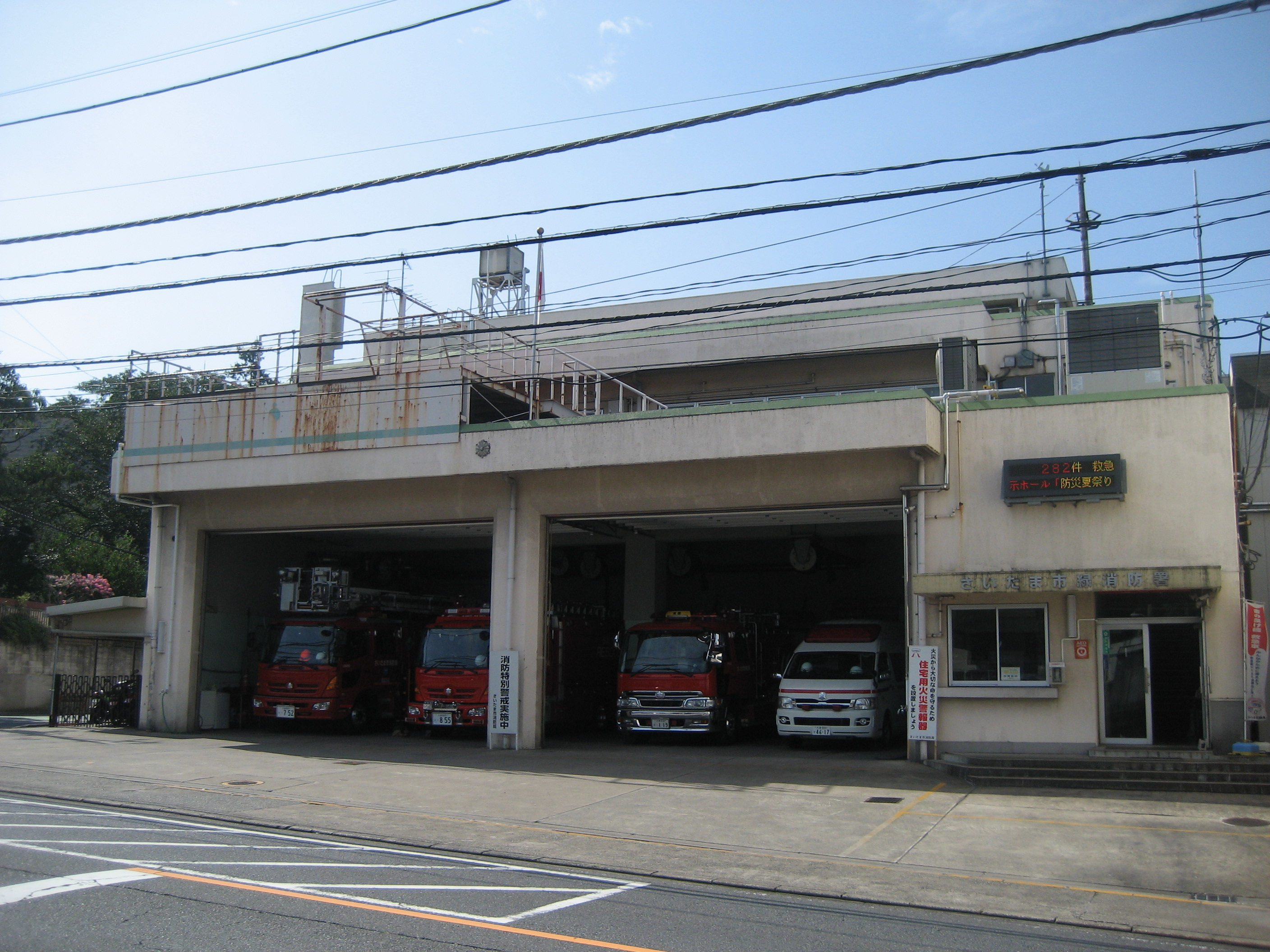
緑消防署（旧庁舎）

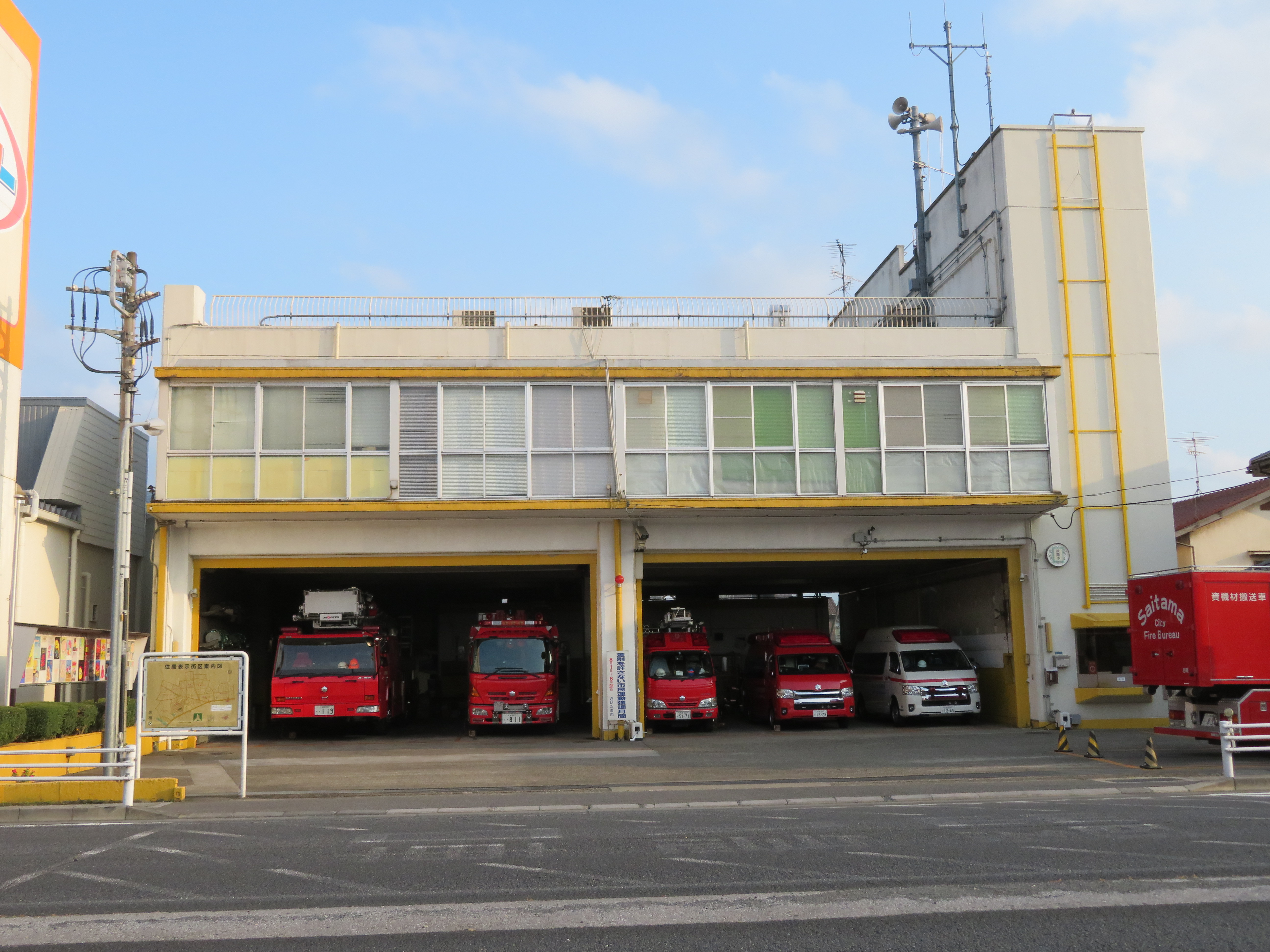
岩槻消防署（旧庁舎）

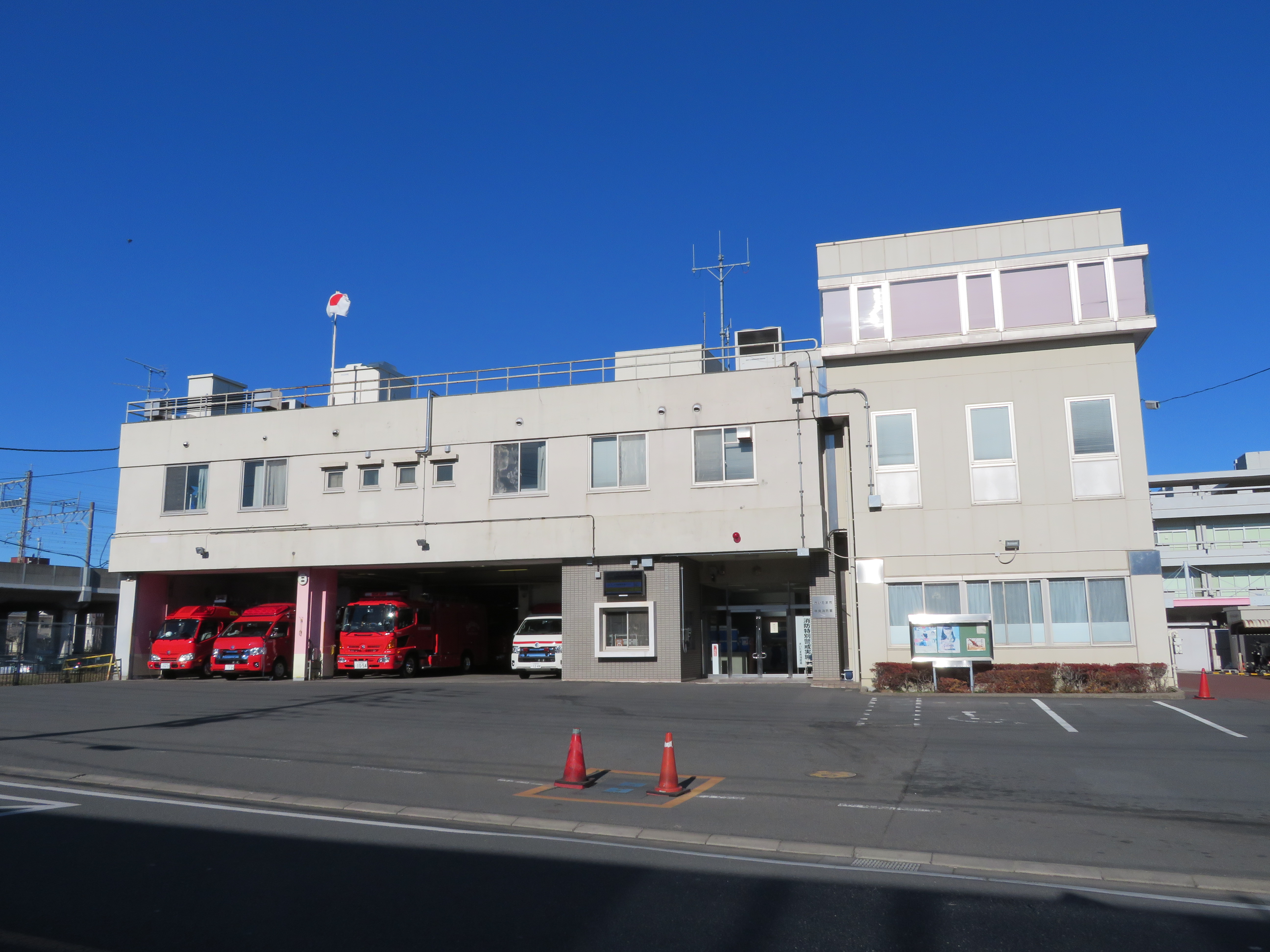
中央消防署（旧庁舎）

- 2003年4月1日 - さいたま市が政令指定都市に移行したことにより、さいたま市消防局に改称、消防署も行政区名に合わせて改称する。2部8課9消防署12出張所体制となる。
- 2005年4月1日 - 岩槻市の編入合併に伴い、岩槻市消防本部を編入する。2部8課10消防署15出張所体制となる。
- 2007年5月19日 - 大地震や列車事故、テロなど大規模災害に対応する高度な救助技術を持つ特別高度救助隊「さいたまブレイブハート」を浦和消防署と大宮消防署に創設。
- 2011年3月11日 - 東北地方太平洋沖地震に伴う東日本大震災に緊急消防援助隊を派遣する。
- 2016年3月1日 - 浦和区の消防局・浦和消防署の隣接地に新消防指令センターが運用開始する。
- 2016年3月16日 - 庁舎老朽化に伴い、緑消防署が緑区大字中尾973番地2から同区大字大間木472番地に新築移転する[2]。
- 2019年4月1日 - 消防力の充実強化を図るため、見沼消防署が見沼区春野2丁目6番1号から同区大字片柳1078番地1に移転する。移転に伴い、旧見沼消防署は見沼消防署春野出張所に改称する[3]。
- 2020年7月7日 - 消防力の向上を図るため、岩槻消防署が岩槻区城南1丁目2番3号から同区大字岩槻5064番地1に新築移転する[4]。
- 2021年12月1日 - 消防力の向上を図るため、中央消防署が中央区下落合5丁目7番18号から同区下落合4丁目13番10号に新築移転する[5]。

## 組織
- 本部
  - 総務部 - 消防総務課、消防企画課、消防職員課、消防施設課、消防団活動推進室
  - 警防部 - 警防課、救急課、指令課
  - 予防部 - 予防課（防災センター）、査察指導課
- 消防署 - 管理指導課、消防1課、消防2課、出張所

## 消防署・出張所
| 名称       | 消防署建物   | 管轄区域 | 所在地                     | 出張所         | 出張所                     | 所在地                     |
| 名称       | 消防署建物   | 管轄区域 | 所在地                     | 名称           | 出張所建物                 | 所在地                     |
| ---------- | ------------ | -------- | -------------------------- | -------------- | -------------------------- | -------------------------- |
| 西消防署   |              | 西区     | 西区西大宮三丁目48番地     | 西遊馬出張所   |                            | 西区大字西遊馬307番地1     |
| 北消防署   |              | 北区     | 北区宮原町四丁目66番地14   | 植竹出張所     |                            | 北区植竹町一丁目820番地1   |
| 大宮消防署 |              | 大宮区   | 大宮区天沼町一丁目893番地  | 氷川参道出張所 |                            | 大宮区吉敷町一丁目136番地1 |
| 大宮消防署 | 大成出張所   | 大宮区   | 大宮区天沼町一丁目893番地  |                | 大宮区桜木町二丁目524番地1 |                            |
| 見沼消防署 |              | 見沼区   | 見沼区大字片柳1087番地1    | 蓮沼出張所     |                            | 見沼区大字蓮沼267番地      |
| 見沼消防署 | 東大宮出張所 | 見沼区   | 見沼区大字片柳1087番地1    |                | 見沼区東大宮四丁目31番地1  |                            |
| 見沼消防署 | 春野出張所   | 見沼区   | 見沼区大字片柳1087番地1    |                | 見沼区春野二丁目6番1号     |                            |
| 中央消防署 |              | 中央区   | 中央区下落合四丁目13番10号 | なし           | ―                          | ―                          |
| 桜消防署   |              | 桜区     | 桜区田島四丁目23番7号      | 大久保出張所   |                            | 桜区大字五関762番地2       |
| 桜消防署   | 西浦和出張所 | 桜区     | 桜区田島四丁目23番7号      |                | 桜区田島七丁目17番10号     |                            |
| 浦和消防署 |              | 浦和区   | 浦和区常盤六丁目1番28号    | 木崎出張所     |                            | 浦和区領家四丁目21番20号   |
| 浦和消防署 | 日の出出張所 | 浦和区   | 浦和区常盤六丁目1番28号    |                | 浦和区東岸町8番10号        |                            |
| 南消防署   |              | 南区     | 南区根岸三丁目10番7号      | 東浦和出張所   |                            | 南区大字大谷口5668番地     |
| 緑消防署   |              | 緑区     | 緑区大字大間木472番地      | 美園出張所     |                            | 緑区大字玄蕃新田597番地1   |
| 岩槻消防署 |              | 岩槻区   | 岩槻区大字岩槻5064番地1    | 太田出張所     |                            | 岩槻区太田一丁目2番11号    |
| 岩槻消防署 | 上野出張所   | 岩槻区   | 岩槻区大字岩槻5064番地1    |                | 岩槻区上野四丁目6番地21    |                            |
| 岩槻消防署 | 笹久保出張所 | 岩槻区   | 岩槻区大字岩槻5064番地1    |                | 岩槻区大字笹久保1328番地   |                            |

## 消防車両
（2022年4月1日時点）
- 水槽付消防ポンプ自動車 - 7台
- 小型水槽付消防ポンプ自動車 - 19台
- 小型動力ポンプ付水槽車 - 1台
- 消防ポンプ自動車 - 12台
- はしご付消防ポンプ自動車 - 7台
- 屈折はしご付消防ポンプ自動車 - 3台
- 化学消防ポンプ自動車 - 4台
- 救助工作車 - 11台
- 水難救助車 - 1台
- 特別高度工作車- 1台
- 特殊災害対応自動車 - 1台
- 電源照明車 - 1台
- 高規格救急自動車 - 30台
- 指揮車 - 11台
- 火災調査車 - 1台
- 指導車 - 14台

- 司令車 - 2台
- 重機及び重機搬送車- 1台
- 人員輸送車 - 4台
- 小型搬送車 - 12台
- 資機材搬送車 - 13台
- 広報車 - 20台
- 支援車 - 3台
- 防災広報車 - 1台
- 非常用水槽付消防ポンプ自動車 - 5台
- 非常用小型水槽付消防ポンプ自動車 - 6台
- 非常用消防ポンプ自動車 - 4台
- 非常用救助工作車 - 1台
- 非常用救急自動車 - 11台

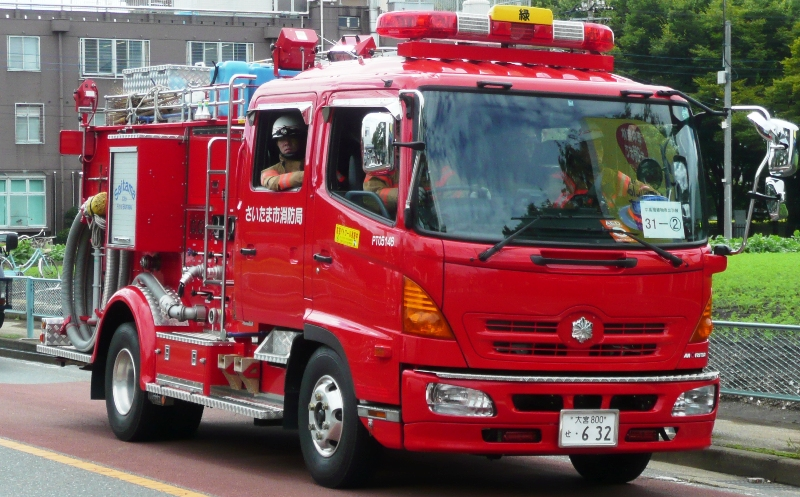
ポンプ車（廃車済み）
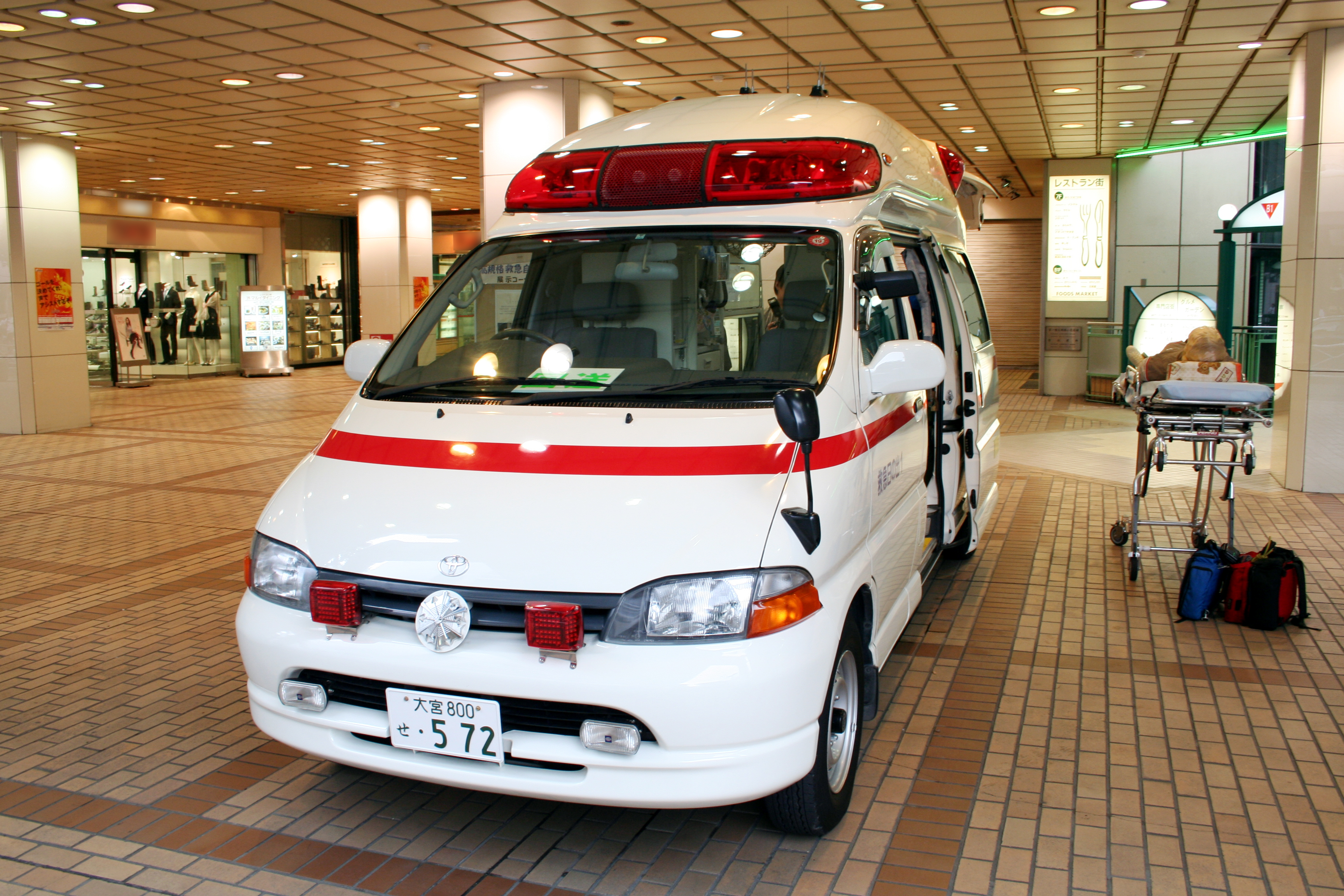
救急車（廃車済み）
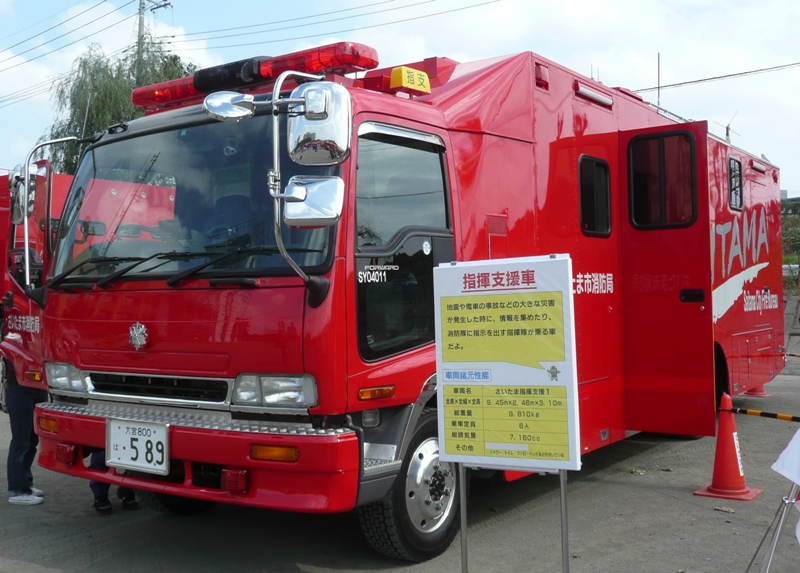
支援車（廃車済み）
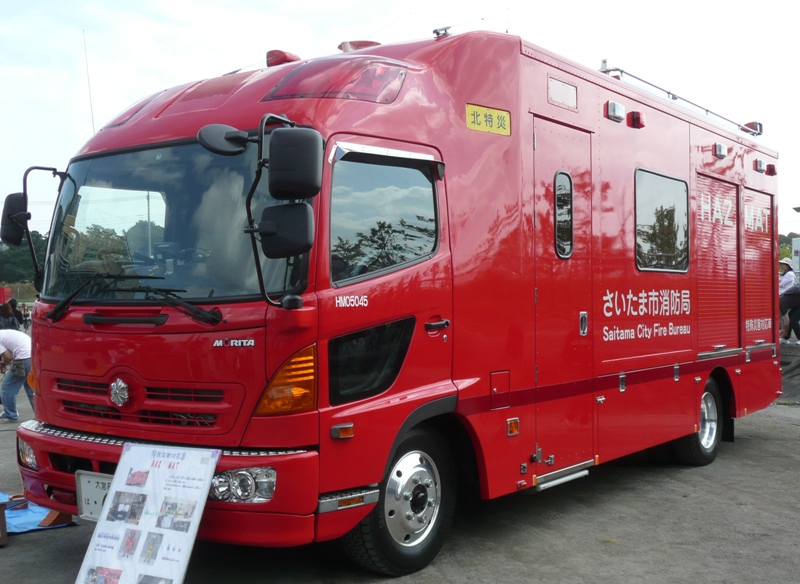
特殊災害対応車（廃車済み）
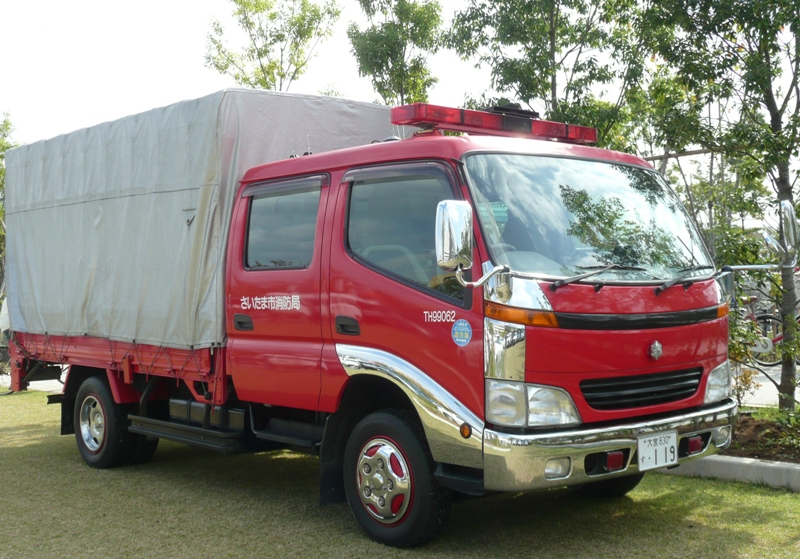
資機材搬送車（廃車済み）
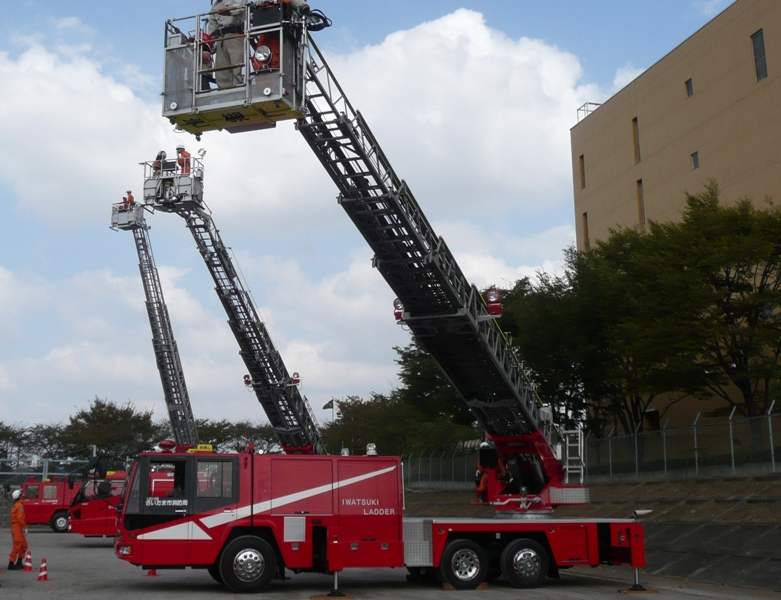
はしご車（廃車済み）
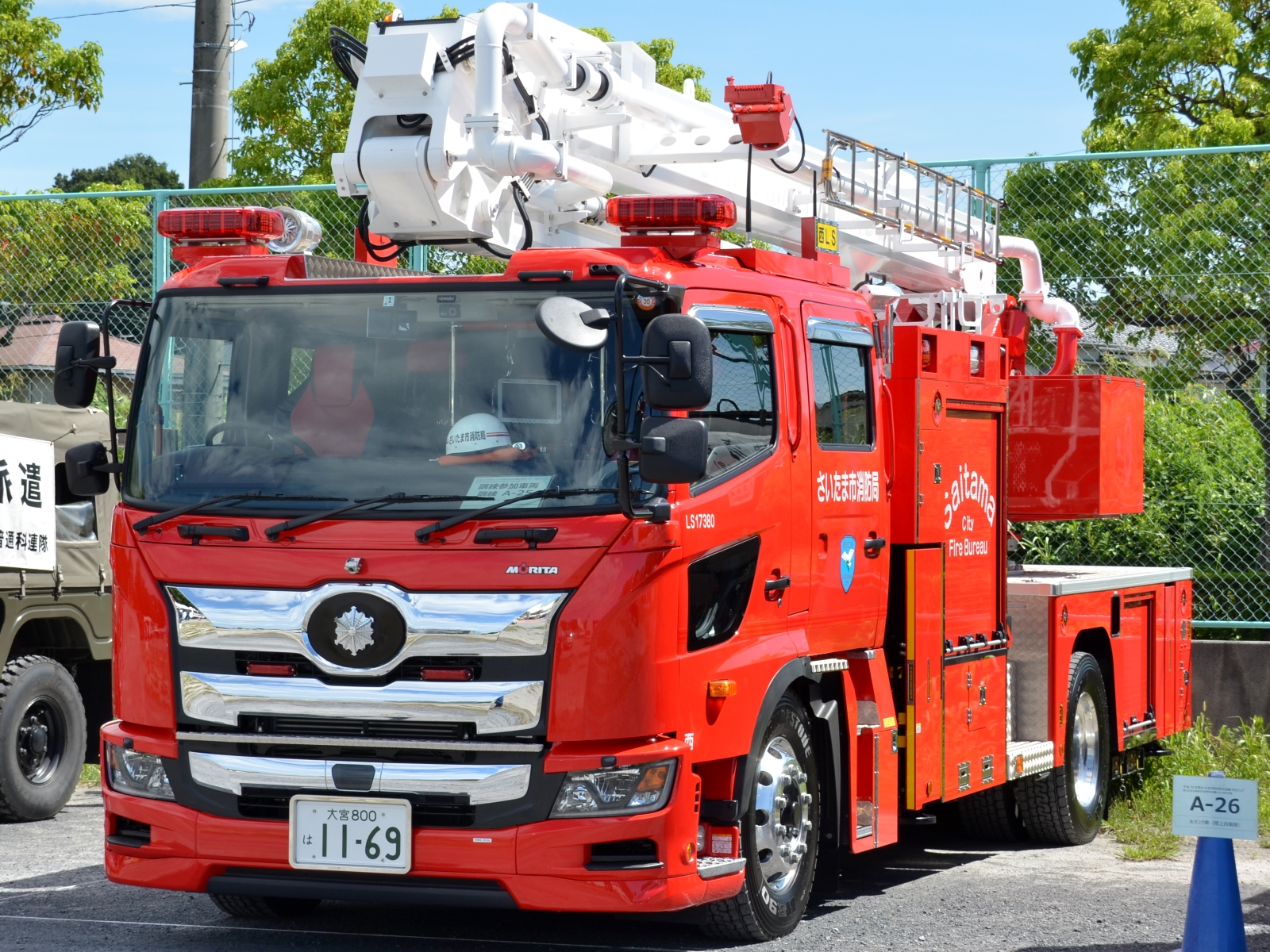
屈折はしご車
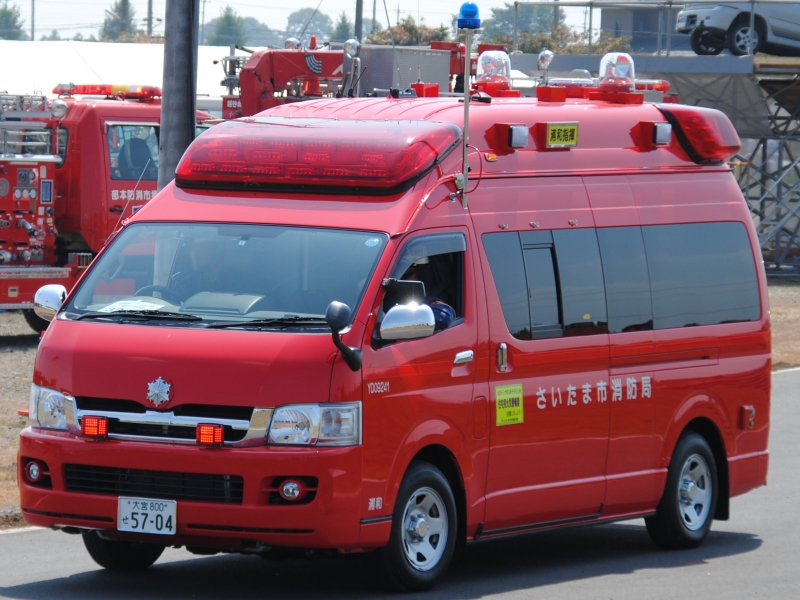
指揮車(廃車済み)
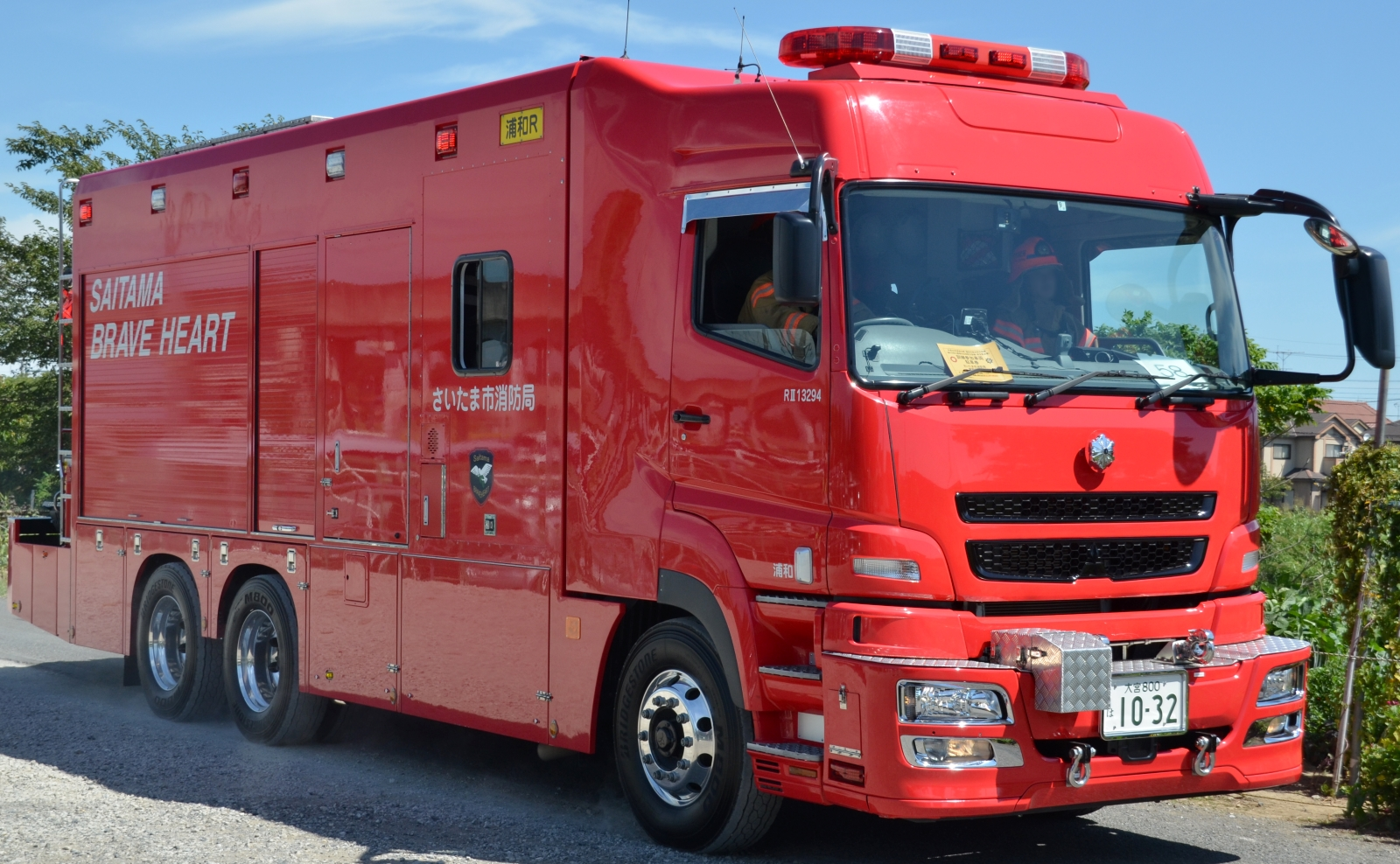
救助工作車Ⅲ型
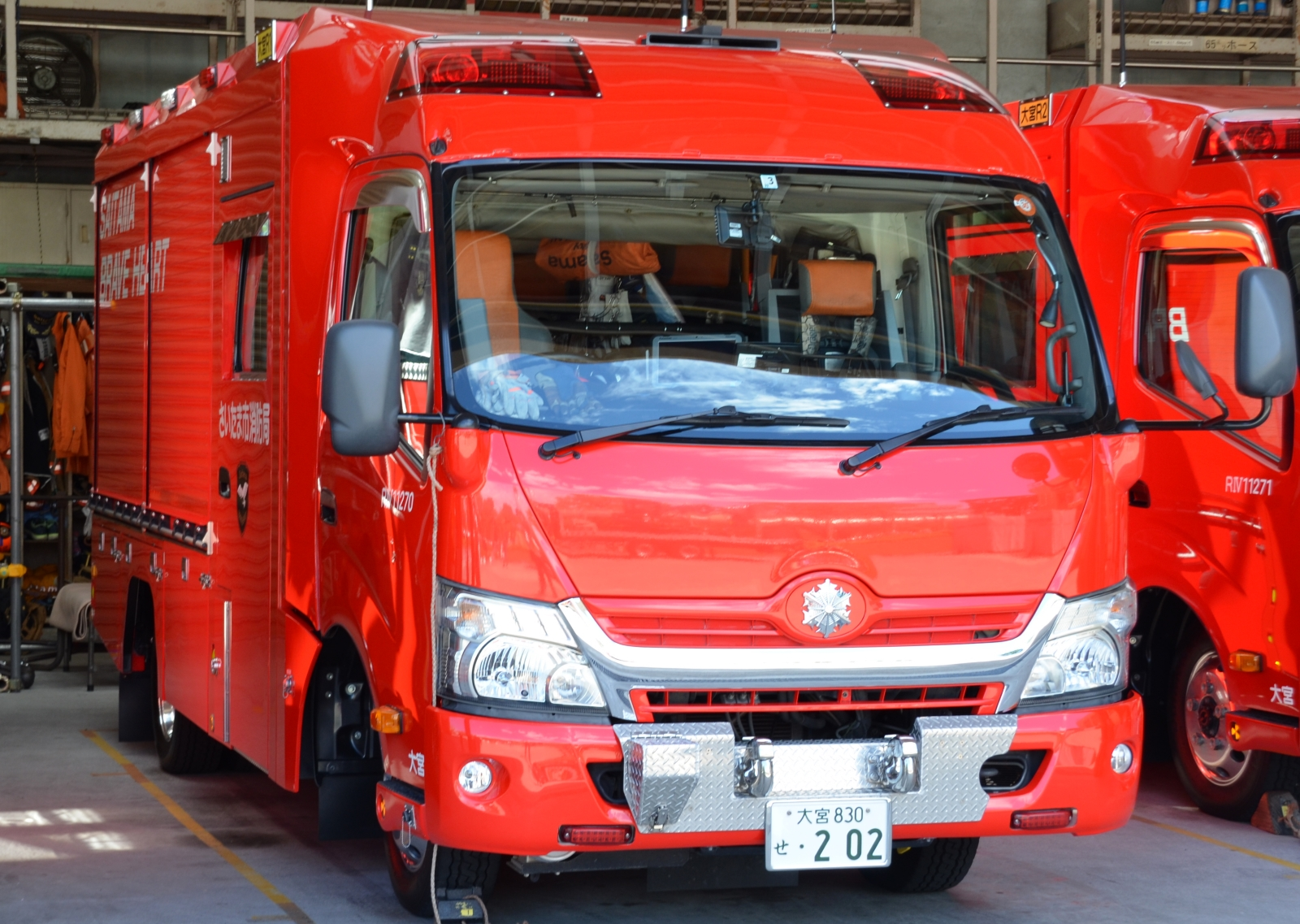
救助工作車Ⅳ型
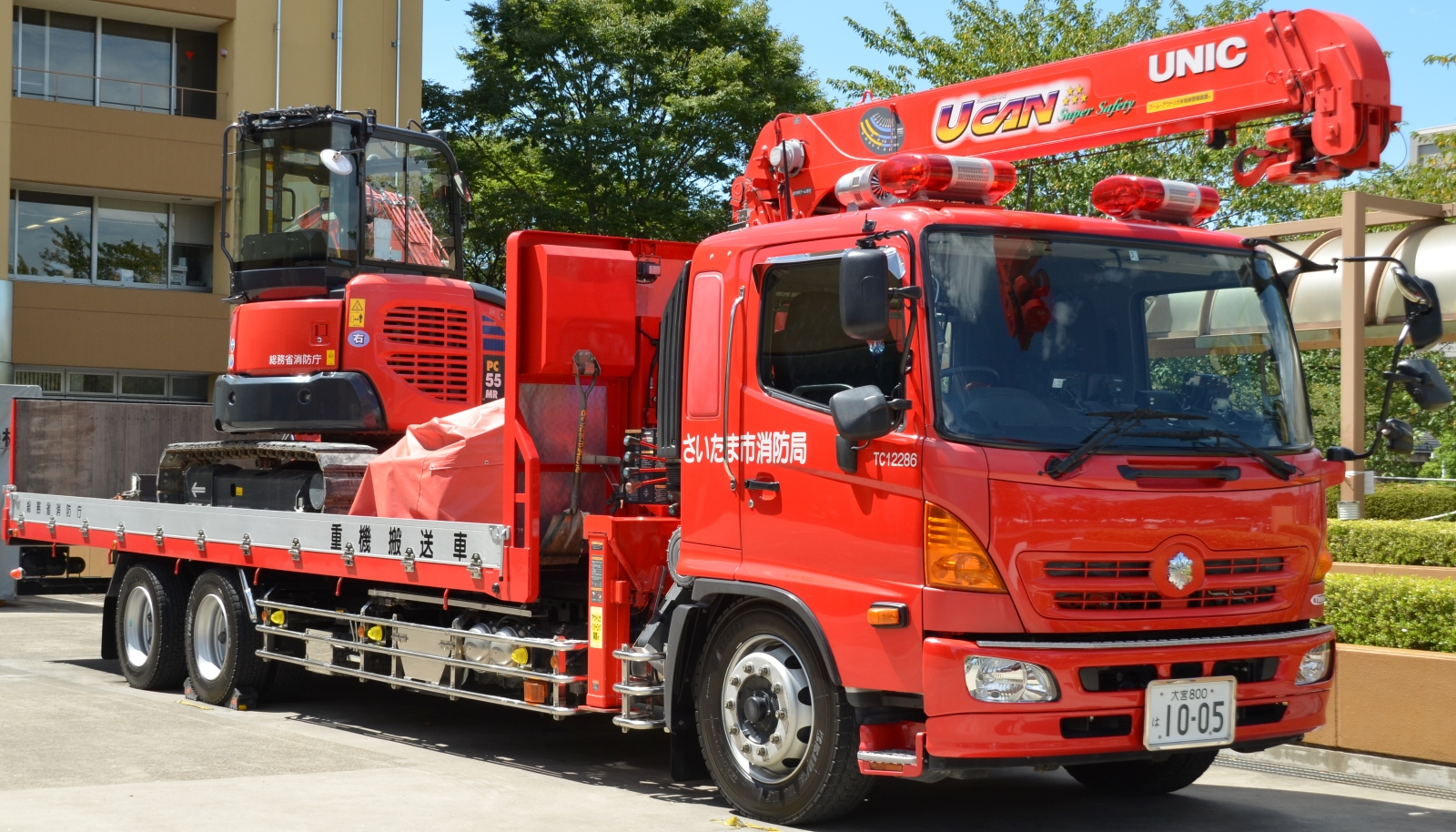
重機搬送車

## 消防広域応援

### 緊急消防援助隊
さいたま市消防局は、緊急消防援助隊に33隊134人を登録している。
- さいたま市の出場実績[6]
  - 出光興産北海道製油所タンク火災（2003年十勝沖地震、航空自衛隊入間基地への薬液輸送）
  - 平成16年7月新潟・福島豪雨
  - 平成16年新潟県中越地震
  - 岩手宮城内陸地震
  - 東北地方太平洋沖地震に伴う東日本大震災
  - 平成25年台風第26号に伴う伊豆大島土砂災害
  - 平成27年台風第18号に伴う平成27年9月関東・東北豪雨災害（茨城県常総市）
  - 平成29年3月栃木県那須町湯本のスキー場雪崩災害
  - 令和7年大船渡市山林火災

### 相互応援協定
- 埼玉県下消防相互応援協定（県内市町村）
- 東北自動車道管内市町（組合）間の消防相互応援協定（川口市消防局・蓮田市消防本部・埼玉東部消防組合・羽生市消防本部・館林地区消防組合）
- 東京外環自動車道消防相互応援協定（埼玉県南西部消防本部・戸田市消防本部・川口市消防局・草加八潮消防組合・三郷市消防本部・松戸市消防局・市川市消防局・浦安市消防本部・東京消防庁）
- 埼玉県防災ヘリコプター応援協定
- 鉄道災害における鉄道事業者と消防機関との連携に関する協定
- 埼玉県八潮市道路陥没事故にも県の代表消防本部として特別高度救助隊を派遣

隣接市町村との個別協定
- 戸田市消防本部
- 朝霞地区一部事務組合（埼玉県南西部消防本部：朝霞市・志木市・和光市・新座市）
- 蕨市消防本部
- 蓮田市消防本部
- 入間東部地区事務組合消防本部（ふじみ野市・富士見市・三芳町）
- 上尾市消防本部
- 川越地区消防局（川越市・川島町）
- 川口市消防局
- 越谷市消防局
- 春日部市消防本部
- 埼玉東部消防組合（久喜市・加須市・幸手市・白岡市・宮代町・杉戸町）

### 埼玉県特別機動援助隊
さいたま市消防局は特別高度救助隊（さいたまブレイブハート）が設置されており、高度な資機材を装備し、県内で地震による建物崩壊や列車脱線事故などの大規模災害が発生した際に県知事の指示・要請で出動し救助・救命活動を行い、一人でも多くの尊い県民の生命を守ることを任務としている埼玉県特別機動援助隊（埼玉SMART）の機動救助隊に登録している。

### 国際消防救助隊
海外の大規模災害時に国際緊急援助隊救助チーム（JDR）の一員として派遣される国際消防救助隊（IRT）への登録も行っている。2001年現在で11名の救助隊員を登録している。
- さいたま市の出場実績[8]
- 2009年10月 - スマトラ島沖地震災害
- 2015年4月　- ネパール地震

## さいたま市消防団
さいたま市には消防団があり、消防署単位でブロック化され、63分団（1,218人）が組織され、女性分団を除く各分団に消防ポンプ車62台を所有している。
- 西ブロック - 指扇、馬宮、植水
- 北ブロック - 日進、宮原、大砂土
- 大宮ブロック - 中央、宮町、東部、北部、桜木、三橋、大成
- 見沼ブロック - 大砂土東、東大宮、片柳、片柳東、七里、春岡
- 中央ブロック - 本町、上落合、下落合、大戸、南、西
- 桜ブロック - 土合第1、土合第2、土合第3、大久保第1、大久保第2
- 浦和ブロック - 岸、高砂、仲町、常盤、北浦和、本太、上木崎、木崎
- 南ブロック - 大谷場、白幡、六辻第1、六辻第2、別所、谷田第2、西浦和
- 緑ブロック - 谷田第1、三室第1、三室第2、尾間木第1、尾間木第2、美園第1、美園第2、美園第3
- 岩槻ブロック - 岩槻第1、岩槻第2、岩槻第3、川通、和土、柏崎、新和第1、新和第2、慈恩寺第1、慈恩寺第2、河合
- 女性分団